# Carival
Der Carival, auch Carval, war ein Volumenmaß für Getreide in  Aurangabad in der Präsidentschaft Bombay. Unterschiede machte die Getreideart. 
Der Carival war neben Volumenmaß auch Rechnungsmünze und ein Fünftel der geltenden Rupie. 
- 1 Carival = 60 Cosan/Cossas[1] = 240 Tiwiers/Twiers[1]  = 960 Pöttocks/Puttoees[1]
- Weizen 1 Carival = 24 Pucca-Maunds
- Gerste 1 Carival = 19 Pucca-Maunds
- Reis, ungeschält 1 Carival = 20 Pucca-Maunds

Der Maund wurde mit 33,868 Kilogramm gerechnet und hatte diese Maßkette
- 1 Pucca-Maund = 40 Sihra/Seera = 640 Annas = 2560 Pei’s/Pice
- 1 Maund = 33,717 Kilogramm[2]